# 2005 en sport
2005 a été proclamée année internationale du sport et de l'éducation physique par l'ONU par une décision du 3 novembre 2003. daccessdds.un.org

## Athlétisme
- 14 mai : Asafa Powell établit un nouveau record du monde au 100 m. Le Jamaïcain a parcouru la distance en 9 s 77 à Athènes.
- 17 juin au 19 juin, Coupe d'Europe des nations d'athlétisme : les Allemands chez les hommes et les Russes chez les femmes remportent la Coupe d'Europe.
  - Article détaillé : Coupe d'Europe des nations d'athlétisme 2005
- 5 juillet : la Russe Yelena Isinbayeva bat un nouveau record du monde du saut à la perche avec 4,93 m lors du meeting de Lausanne, meeting où Ronald Pognon est le premier Français à passer sous la barre des 10 s sur 100 m avec 9 s 99.
- 6 août-14 août : Championnats du monde d'athlétisme à Helsinki : trois records du monde sont battus.
  - Article détaillé : Championnats du monde d'athlétisme 2005
- 26 août : l'Éthiopien Kenenisa Bekele bat le record du monde du 10 000 m en 26 min 17 s 53 à Bruxelles.
- 4 septembre : la Russe Tatyana Lebedeva remporte les six épreuves de triple saut de la Golden league (et donc 1 million de dollars).

- Cross :
  - 20 mars, Championnat du monde de cross : L'Éthiopien Kenenisa Bekele remporte le titre mondial sur cross long, 24 heures après avoir gagné le titre sur cross court.
  - 11 décembre, Championnat d'Europe de cross : L'Ukrainien Serhiy Lebid remporte un sixième titre de champion d'Europe de cross. L'équipe de France enlève le titre par équipe.

- Marathon :
  - 10 avril : Marathon, Marathon de Paris : le Kényan Salim Kipsang a remporté le 29e marathon de Paris en s'imposant en 2 h 08 min 04 s (temps officiel corrigé) devant son compatriote Paul Biwott et l'Éthiopien Gashaw Melese, relégués respectivement à 14 s et 1 min 21 s.
  - 17 avril : Marathon de Londres : le Kényan Lel remporte le marathon de Londres en 2 h 07 min 26 s devant le Marocain, champion du monde en titre, Jaouad Gharib et l'Africain du Sud Hendrick Ramaala. Chez les femmes, Paula Radcliffe réussit la 3e performance de tous les temps en 2 h 17 min 42.
  - 18 avril : Marathon de Boston : l'Éthiopien Hailu Negussie remporte le marathon de Boston en 2 h 11 min 45 s devant les Kényans Wilson Onsare et Benson Cherono. Chez les femmes, la Kényane Catherine Ndereba est la première femme à gagner pour la 4e fois (2000, 2001, 2004 et 2005).
  - 16 octobre : Marathon d'Amsterdam : L'Éthiopien Haile Gebrselassie remporte en 2 h 06 min 20 s le marathon d'Amsterdam devant le kényan Daniel Yego et son compatriote Tesfaye Tola.

## Automobile
- 23 janvier, Rallye : Sébastien Loeb remporte le Rallye automobile Monte-Carlo pour la troisième fois consécutive.
  - Article détaillé : Championnat du monde des rallyes 2005
- 20 février, NASCAR : la course du Daytona 500 est remportée par Jeff Gordon.
- 4 mars : les premiers essais libres du Grand Prix d'Australie donne le coup d'envoi de la saison du Championnat du monde de Formule 1.
  - Article détaillé : Championnat du monde de Formule 1 2005
- 19 juin : l'Audi de l'écurie Champion Racing pilotée par Tom Kristensen, JJ Lehto et Marco Werner remporte les 24 heures du Mans
- 21 août : inauguration du Circuit d'Istanbul Park, nouveau circuit de course automobile conçu par Hermann Tilke, situé près d'Istanbul en Turquie, destiné à accueillir le Grand Prix de Turquie de Formule 1.
- 25 septembre : en terminant 3e du GP du Brésil, remporté par le Colombien Juan Pablo Montoya, l'Espagnol Fernando Alonso remporte, à deux courses de la fin de la saison, le championnat du monde de Formule 1.
- 25 septembre : le Brésilien Nelsinho Piquet remporte les deux premières courses du premier championnat A1 Grand Prix, disputées sur le circuit de Brands Hatch en Grande-Bretagne.
- 2 octobre : Sébastien Loeb et Daniel Elena sont sacrés champions du monde des rallyes 2005.
- 23 octobre : 
  - Tour de Corse du Championnat du monde des rallyes 2005. Sébastien Loeb remporte le Tour de Corse en réalisant l'exploit inédit de remporter toutes les spéciales.
  - Champcar : Sébastien Bourdais remporte son deuxième titre consécutif de Champcar en remportant le Grand Prix d'Australie.

## Auto-Moto
- 31 décembre - 16 janvier, Rallye Paris-Dakar :
  - Le Français Stéphane Peterhansel s'impose en Voiture sur une Mitsubishi devant son compatriote Luc Alphand (Mitsubishi) à 27 min 14 s et l'Allemande Jutta Kleinschmidt (Volkswagen).
  - Le Français Cyril Despres gagne le classement moto sur une KTM ; le trio russe Firdaus Kabirov, Aydar Belyaev et Andrey Mokeev s'imposent chez les Camions sur un KAMAZ.
  - 27e édition du Dakar marquée par cinq décès : deux motards concurrents (José Manuel Pérez, Fabrizio Meoni), deux suiveurs et une spectatrice. ASO, organisateur de l'épreuve, se penchera dans les prochains mois sur une réflexion concernant la sécurité.

## Baseball
- 26 octobre, Ligue majeure de baseball, World Series : les Chicago White Sox remportent les World Series face aux Houston Astros ; c'est le premier titre pour la franchise de Chicago depuis 1917.
- Novembre : Alex Rodriguez des Yankees est élu le meilleur joueur de la ligue américaine; Albert Pujols des Cardinals est élu le meilleur joueur de la ligue nationale.

## Basket-ball
- 5 avril : North Carolina remporte le championnat universitaire (NCAA) américain de basket-ball face à Illinois, 75 à 70, grâce aux 26 points et 10 rebonds de Sean May. May réussit la même performance que son père, Scott, 29 ans plus tôt, lui aussi auteur de 26 points dans cette rencontre.
- 19 avril : le club de Lituanie, LR Vilnius, remporte la coupe ULEB en battant les Grecs de Makedonikós par 78-74.
- 8 mai : le Maccabi Tel-Aviv remporte l'Euroligue de basket-ball en battant le Tau Vitoria par 90-78 lors du Final-Four de Moscou.
- 15 mai : le BCM Gravelines remporte la Coupe de France en s'imposant face à Cholet 91-79. C'est le 1er Trophée de l'histoire du BCM.
- 17 mai, Ligue féminine de basket : l'USVO Valenciennes est sacré pour cinquième fois consécutive champion de France après une dernière victoire en finale face au CJM Bourges (59-55, trois victoires à rien).
- 12 juin, Championnat de France de Pro A : Strasbourg remporte la Finale des play-offs au Palais omnisports de Paris-Bercy face à Nancy : 72-68. 1er titre de Champion de France pour les Strasbourgeois.
- 23 juin, NBA : les San Antonio Spurs remportent le titre NBA en battant en finales les Detroit Pistons en sept manches.
- 10 juillet : l'équipe de France féminine espoir (moins de 20 ans) est Championne d'Europe en battant la Pologne 72-57
- 24 août : l'Angola remporte le Championnat d'Afrique des Nations en s'imposant en finale 70 à 61 face au Sénégal.
- 11 septembre, Championnat d'Europe de basket-ball féminin : la République tchèque bat la Russie par 72 à 70. L'Espagne remporte la 3e place.
- 20 septembre, Women's National Basketball Association, finale : les Sacramento Monarchs remportent leur premier titre WNBA en s'imposant en finale face aux Connecticut Sun.
- 9 octobre : les Maliennes du Djoliba AC remportent la 11e édition de la Coupe d’Afrique des clubs champions féminins de basket à Bamako (Mali).

## Beach soccer/Football de plage
- 15 mai : emmenée par Éric Cantona, la France est sacrée championne du monde de beach soccer en s'imposant en finale face au Portugal sur la plage brésilienne de Copacabana. Les favoris brésiliens doivent se contenter d'une troisième place.

## Biathlon
- 4 au 13 mars : Championnats du monde de biathlon à Hochfilzen (Autriche) .
 Article détaillé : Championnats du monde de biathlon 2005
- 19 mars : Coupe du monde de biathlon :
  - Le Norvégien Ole Einar Björndalen remporte la coupe du monde devant l'Allemand Sven Fischer et le Français Raphaël Poirée. Sven Fischer, grippé, n'a pas pu défendre ses chances à l'occasion de la dernière course de la saison et s'est fait doubler sur le fil par Björndalen au classement général de la Coupe du monde.
  - La Française Sandrine Bailly remporte la coupe du monde devant l'Allemande Kati Wilhelm et la Russe Olga Pyleva.

## Cricket
- 12 septembre : après 18 années de disette, l'Angleterre s'impose sur l'Australie (2-1) dans le fameux défi des Ashes.
- La BBC désigne Andrew Flintoff comme personnalité sportive britannique de l'année 2005, et Shane Warne comme personnalité sportive étrangère.

## Crosse
- Les Bayhawks de Baltimore remportent le championnat américain de Major League.
- Les Toronto Rock remportent le championnat nord-américain de National League.

## Curling
- 27 mars, Championnats du monde de curling féminin : la Suède remporte le titre devant les États-Unis et la Norvège.

## Cyclisme
- 23 septembre : l'Irlandais Patrick McQuaid, ancien coureur cycliste sur route dans les années 1970, Président de la Fédération irlandaise de cyclisme de 1994 à 1998 est élu, par 31 voix (73,8 %) contre 11 (26,2 %) pour l'Espagnol Gregorio Moreno Président de l'Union cycliste internationale (UCI). Il succède ainsi pour quatre ans au Néerlandais Hein Verbruggen, qui présidait l'instance internationale du cyclisme depuis 1991.

### Cyclisme sur route
- 29 mai, Tour d'Italie : l'Italien Paolo Savoldelli remporte la 88e édition du Giro devant son compatriote Gilberto Simoni (2e à 28 s) et le Vénézuélien José Rujano (3e à 45 s).
- 24 juillet, Tour de France : victoire de Lance Armstrong
  - Article détaillé : Tour de France 2005
- 18 septembre, Tour d'Espagne : le Russe Denis Menchov remporte la Vuelta après le déclassement de Roberto Heras le 6 février 2006 à la suite d'un contrôle positif à l'EPO.
  - Article détaillé : Tour d'Espagne 2005.
- 25 septembre : le Belge Tom Boonen remporte le championnat du monde de cyclisme sur route à Madrid.
  - Article détaillé : UCI ProTour 2005
  - Article détaillé : Circuits continentaux de cyclisme 2005

### Cyclo-cross
- 30 janvier : le Belge Sven Nys devient champion du monde devant ses compatriotes Erwin Vervecken et Sven Vanthourenhout.

### Cyclisme sur piste
- 24 au 27 mars : Championnats du monde de cyclisme sur piste

## Escrime
- 8 au 15 octobre, Championnats du monde d'Escrime 2005 en Allemagne : fin des assauts débutés le 8. La France termine la compétition en tête du tableau des médailles avec dix médailles et quatre titres mondiaux.

## Football
- 30 avril, Premiership : Chelsea FC est sacré champion d'Angleterre pour la 2e fois de son histoire.
- 8 mai, Ligue 1 : à trois journées de la fin du championnat, l'Olympique lyonnais est sacré champion de France.
- 14 mai, Championnat d'Espagne de football : le FC Barcelone remporte son 17e titre de champion d'Espagne.
- 18 mai : le CSKA Moscou remporte la Coupe UEFA face au Sporting de Lisbonne, 3-1.
- 20 mai, Championnat d'Italie : sans jouer, la Juventus FC est sacrée championne d'Italie pour la 28e fois. Le Milan AC s'est en effet contenté d'un match nul face à Palerme, 3-3, rendant désormais mathématiquement impossible tout retour du Milan sur la Juve au classement.
- 25 mai, Ligue des champions, finale : Liverpool remporte la Coupe face au Milan AC aux tirs au but.
  - Article détaillé : Liverpool - Milan AC (2005)
- 19 juin, Championnat d'Europe de football féminin : l'Allemagne conserve son titre de Championne d'Europe en s'imposant en finale face à la Norvège : 3-1.

## Football américain
- 1er janvier : match incontournable de la saison universitaire le « Rose Bowl Game » mettait cette année aux prises l'Université du Michigan à celle du Texas. Les Longhorns du Texas s'imposent d'un souffle 38-37. L'homme du match est le quarterback du Texas, Vince Young, qui totalise 192 yards et quatre touchdowns à la course ainsi que 180 yards et un autre touchdown à la passe.
- 3 février : le légendaire running back des Cowboys de Dallas, Emmitt Smith, annonce la fin de sa carrière.
- 6 février, Super Bowl : les New England Patriots remportent le championnat 2004 de la National Football League en s'imposant 24 à 21 face aux Philadelphia Eagles.
  - Articles détaillés : Super Bowl XXXIX et saison 2004 de la NFL.
- 11 juin, NFL Europa : les Amsterdam Admirals remportent le World Bowl XIII face aux Berlin Thunders, 27-21.
- 18 juin : Le Flash de La Courneuve remporte la saison 2005 du championnat de France sur le score de 33 à 27 face aux Spartiates d'Amiens, lors de la finale jouée au Stade Marville de La Courneuve.
  - Article détaillé : Saison 2005 du casque de diamant
- 12 juillet : Eurobowl XIX : Vienna Vikings (Autriche) 29-6 Bergamo Lions (Italie)
- 8 septembre : ouverture de la saison National Football League avec une victoire 30-20 des champions en titre, les New England Patriots, face aux Oakland Raiders.
  - Article détaillé : Saison 2005 de la NFL

## Football australien
- 24 septembre : les Sydney Swans remportent le championnat AFL.
- Octobre: La Belgique remporte la coupe d'Europe.

## Football canadien
- 27 novembre, finale de la Coupe Grey : à Vancouver, Eskimos d'Edmonton 38-35 Alouettes de Montréal, après prolongation

## Football gaélique
- Armagh GAA remporte le championnat national irlandais.

## Golf
- 10 avril, Masters de golf : Tiger Woods remporte sa quatrième veste verte en s'imposant face à Chris DiMarco en barrage.
- 19 juin, US Open : Michael Campbell remporte l'US Open.
- 17 juillet, British Open : Tiger Woods remporte le tournoi britannique.
- 23 juillet, Evian Masters : la jeune Américaine Paula Creamer remporte la 12e édition du tournoi.
- 15 août, PGA Championship : Phil Mickelson remporte le dernier majeur de la saison devant l'Australien Steve Elkington et le danois Thomas Bjørn.
- 11 septembre, Solheim Cup : l'équipe des États-Unis récupère la Solheim Cup en battant l'équipe d'Europe par 15,5 à 12,5.

## Gymnastique artistique
- 2 au 5 juin : Championnats d'Europe de gymnastique à Debrecen (Hongrie). La Française Marine Debauve remporte le concours général féminin. C'est la première fois qu'une gymnaste française enlève ce titre. Émilie Le Pennec remporte le concours des barres asymétriques tandis qu'Isabelle Severino gagne le titre continental au sol. Avec trois médailles d'or, deux d'argent et une de bronze, la France termine la compétition en tête du tableau des médailles! C'est totalement inédit.

- Championnats du monde de gymnastique
  - 24 novembre : le Japonais Hiroyuki Tomita gagne le titre de champion du monde du concours général devant son compatriote Hishashi Mitzutori et le Biélorusse Denis Savenkov.
  - 25 novembre : l'Américaine Chellsie Memmel gagne le titre de championne du monde du concours général devant sa compatriote Nastia Liukin pour un millième de point. L'Australienne Monette Russo complète le podium.
  - 26 novembre : le Brésilien Diego Hypolito remporte le concours au sol ; Le Chinois Xiao Qin gagne au cheval d'arçons ; Le Néerlandais Yuri van Gelder s'impose aux anneaux. Chez les féminines, l'Américaine Nastia Liukin enlève le titre mondial aux barres asymétriques et la Chinoise Cheng Fei gagne le concours du saut de cheval.
  - 27 novembre : le Slovène Aljaz Pegan s'impose à la barre fixe ; son compatriote Mitja Petkovsek fait de même aux barres parallèles. Le Roumain Marian Dragulescu gagne le concours de saut de cheval. À noter les deux médailles du Français Yann Cucherat : argent à la barre fixe et le bronze aux parallèles. Chez les féminines, l'Américaine Anastasia Liukin décroche le titre mondial à la poutre et sa compatriote Alicia Sacramone s'impose au sol.

## Handball
- 6 février : l'Espagne enlève son premier titre mondial de handball en s'imposant 40-34 en finale face à la Croatie. La France accroche le bronze alors que Jackson Richardson tire sa révérence.
  - Article détaillé : Championnat du monde de handball masculin 2005
- 7 mai : le FC Barcelone remporte la Ligue des champions devant le Ciudad Real en gagnant le match retour par 29-27, le match aller ayant été gagné par Ciudad Real par 28-27.
- 18 décembre, Championnat du monde de handball féminin, finale : Russie  28-23  Roumanie
Article détaillé : Championnat du monde de handball féminin 2005

## Hockey sur gazon
- L'Australie chez les hommes et les Pays-Bas chez les femmes sont en tête des classements bilans sur l'année 2005.

## Hockey sur glace
- 4 janvier : le Canada remporte le championnat du monde juniors devant la Russie et la République tchèque.
- 10 février - 13 février : tournois qualificatifs pour les Jeux olympiques d'hiver de 2006 qui auront lieu à Turin qui ont offert les trois dernières places à la Suisse, la Lettonie et le Kazakhstan.
- 16 février : la saison 2004-2005 de LNH est définitivement annulée, les propriétaires des franchises et l'Association des joueurs de la Ligue nationale de hockey (NHLPA) n'ont pas trouvé d'accord sur un éventuel plafonnement maximal des salaires.
- 28 février : la Coupe de France revient à Rouen face à Briançon en finale.
- 9 mars : Philippe Bozon, premier joueur français à avoir joué en LNH met un terme à sa carrière à l'âge de 38 ans.
- 4 avril : Mulhouse champion de France face à Tours.
- 7 avril, Ligue Nationale A : le HC Davos remporte son 27e titre en battant le ZSC Lions lors du 5e match de la finale.
- 9 avril : les États-Unis remporte le championnat du monde féminin devant le Canada et la Suède.
- 15 mai : la République tchèque remporte le championnat du monde masculin devant le Canada et la Russie.
- 13 juillet, LNH : le plus long conflit de l'histoire du sport professionnel en Amérique du Nord est terminé. Après 301 jours de lock-out, joueurs et propriétaires de la Ligue nationale de hockey ont conclu une entente sur un nouveau contrat de travail.
- 5 octobre, LNH : ouverture du championnat de la LNH. Les 30 formations de la ligue disputent un match à cette occasion ; c'est une première.

## Hurling
- Cork GAA remporte le championnat national irlandais.

## Jeux méditerranéens
- 24 juin : 15e édition des Jeux méditerranéens à Almeria (Espagne).

## Jeux olympiques
- 6 juillet, Jeux olympiques de 2012 : Jacques Rogge, président du CIO, a annoncé que la ville organisatrice des Jeux olympiques de 2012 sera Londres, au grand désespoir des Français présentés longtemps comme favori.

## Joute nautique (méthode languedocienne)
- 22 août : Aurélien Evangélisti remporte la 263e édition du tournoi de la Saint-Louis à Sète.

## Judo
- 5 au 6 février : Tournoi de Paris de judo. Les judokas français remportent 15 médailles à Bercy.
- 19 février : Jean-Luc Rougé est élu président de la Fédération française de judo, jujitsu, kendo et disciplines associées (FFJDA).
- 20 au 22 mai, Championnats d'Europe de judo à Rotterdam : les judokas français remportent six médailles dont deux d'or. À domicile, les Néerlandais signent également un bon résultat avec un total de cinq médailles.

## Moto
- 6 février : pressions écologistes obligent, c'est la 30e et dernière édition de l'Enduro du Touquet : Arnaud Demeester gagne sur une Yamaha.
- 18 septembre, Bol d'or : la Suzuki des Français Vincent Philippe, Matthieu Lagrive et du Japonais Keiichi Kitagawa remporte le Bol d'or.
- 25 septembre, Moto-cross des nations : sur le Circuit Raymond Demy à Ernée (France), les États-Unis remportent le moto-cross des nations devant la France et la Belgique.

- Vitesse moto : Article détaillé : Championnat du monde de vitesse moto 2005
- 25 septembre : en Moto GP, Valentino Rossi remporte son 7e titre mondial.
- 16 octobre : en remportant le Grand Prix d'Australie 250 cm3, l'Espagnol Daniel Pedrosa remporte son deuxième titre consécutif dans cette catégorie.
- 6 novembre : le titre revient au Suisse Thomas Lüthi en 125 cm3.

## Natation
- 24 juillet au 31 juillet à Montréal, Championnats du monde de natation :
  - Article détaillé : Championnats du monde de natation 2005

## Natation synchronisée
- 17 juillet au 23 juillet à Montréal, Championnats du monde de natation :
  - Article détaillé : Championnats du monde de natation 2005

## Patinage artistique
- 24 au 30 janvier : Championnats d'Europe de patinage artistique à Turin en Italie.
  - article détaillé : Championnats d'Europe de patinage artistique 2005

- 14 au 20 février, Championnats des quatre continents de patinage artistique à Gangneung en Corée du Sud :
  - 17 février, Couples : Dan Zhang et Hao Zhang (Chine), Qing Pang et Jian Tong (Chine), Kathryn Orscher et Garrett Lucash (USA)
  - 18 février, Individuel hommes : Evan Lysacek (USA), Chengjiang Li (Chine) et Daisuke Takahashi (Japon)
  - 18 février, Danse : Tanith Belbin et Benjamin Agosto (USA), Melissa Gregory et Denis Petukhov (USA), Lydia Manon et Ryan O'Meara (USA)
  - 19 février, Individuel dames : Fumie Suguri (Japon), Yoshie Onda (Japon), Jennifer Kirk (USA)

- 14 au 20 mars, Championnats du monde de patinage artistique à Moscou en Russie :
  - 16 mars, Couples : le couple russe Tatiana Totmianina et Maksim Marinin remporte le premier titre de ces championnats devant leurs compatriotes Maria Petrova et Aleksey Tikhonov et les Chinois Dan Zhang et Hao Zhang.
  - 17 mars, Individuel hommes : le Suisse Stéphane Lambiel est champion du monde individuel devant le Canadien Jeffrey Buttle et l'Américain Evan Lysacek.
  - 18 mars, Danse : les Russes Tatiana Navka et Roman Kostomarov s'imposent en danse sur glace devant les Américains Tanith Belbin et Benjamin Agosto et les Ukrainiens Olena Hrushyna et Ruslan Honcharov.
  - 19 mars, Individuel dames : la Russe Irina Sloutskaïa enlève le titre individuel féminin devant l'Américain Sasha Cohen et l'Italienne Carolina Kostner.

## Pêche à la mouche
- Championnats du monde en Laponie suédoise :
  - Médaille d'or : France.
  - Classement individuel : champion du monde, Bertrand Jacquemin (France).

## Plongeon
- 17 juillet au 24 juillet à Montréal, Championnats du monde de natation :
  - Article détaillé : Championnats du monde de natation 2005

## Rugby à sept
- 20 mars, coupe du monde de rugby à sept : Fidji est champion du monde en s'imposant en finale face à la Nouvelle-Zélande, 29-19.

## Rugby à XIII
- 4 février, World Club Challenge : les Leeds Rhinos (Angleterre) remportent le trophée anglo-australien face aux Canterbury Bulldogs (Australie) par 39 à 32.
- 21 mai : à Carcassonne, l'Union treiziste catalane remporte la Coupe de France face à Limoux 31-12.
- 6 août : à Narbonne, l'Union treiziste catalane remporte le Championnat de France face au Toulouse olympique XIII  66-16.
- 5 octobre, coupe d'Europe des nations de rugby à XIII : l'équipe de France remporte son septième titre européen en écartant en finale le Pays de Galles, 38-16.

## Rugby à XV
- 19 mars, Tournoi des Six Nations : le XV du Pays de Galles remporte le Tournoi et empoche son premier Grand Chelem depuis 1978.
  - Article détaillé : Tournoi des six nations 2005
- 14 mai, Championnat d'Angleterre de rugby : London Wasps est champion d'Angleterre pour troisième fois consécutive à la suite de sa victoire en finale face aux Leicester Tigers (39-14).
- 21 mai, Challenge européen, finale : Sale Sharks (Angleterre) s'impose face à la Section paloise (France), 27-3.
- 21 mai, Bouclier européen, finale : FC Auch (France) s'impose sur Worcester Rugby (Angleterre), 23-10.
- 22 mai, Coupe d'Europe : le Stade toulousain (France) s'impose en finale face au Stade français (France) et remporte la 3e Coupe d'Europe de son histoire.
  - Article détaillé : Coupe d'Europe de rugby 2004-2005
- 28 mai : les Canterbury Crusaders remportent le Super 12 en battant les Waratahs par 35 à 25.
- 11 juin, Top 16, finale : Biarritz olympique remporte le titre de champion de France face au Stade français Paris, 37-34 après prolongation.
- 19 août, Top 14 : reprise du championnat avec une poule réduite à 14 équipes au lieu de 16. Biarritz olympique gagne la première rencontre face au RC Toulon.
- 3 septembre, victoire des All Blacks de Nouvelle-Zélande dans le Tri-nations 2005, sixième victoire en dix ans.

## Ski alpin
- Championnats du monde de ski alpin, à Bormio (Italie) du 29 janvier au 12 février.
  - Article détaillé : Championnats du monde de ski alpin 2005
- Coupe du monde de ski alpin : l'Américain Bode Miller et la Suédoise Anja Pärson s'imposent.
  - Article détaillé : Coupe du monde de ski alpin 2005

## Ski nordique
- Championnats du monde de ski nordique à Oberstdorf (Allemagne) du 16 au 27 février.

Article détaillé : Championnats du monde de ski nordique 2005
- Saut à ski : le Finlandais Janne Ahonen remporte la Coupe du monde de saut à ski. Vainqueur de 12 concours cette saison, il s'est contenté de la quatrième place à Lillehammer le 11 mars pour assurer le titre à trois étapes de la fin de la saison.

## Snowboard/ Surf des neiges
- 15 au 23 janvier : Championnats du monde de snowboard à Whistler Mountain (Canada).
  - Article détaillé : Championnats du monde de snowboard 2005

## Sport hippique
- 30 janvier : Jag de Bellouet drivé par Christophe Gallier gagne le Prix d'Amérique à l'Hippodrome de Vincennes (Paris).
- 4 juin, Derby d'Epsom : le favori Motivator s'impose de plusieurs longueurs.
- 5 juin, Prix du Jockey-Club : le favori Shamardal s'impose sur l'hippodrome de Chantilly en menant la course de bout en bout.
- 2 octobre : Hurricane Run remporte le Prix de l'Arc de Triomphe sur l'hippodrome de Longchamp devant plus de 56 000 spectateurs.

## Squash
- 8 au 14 décembre, Championnat du monde masculin par équipe à Islamabad (Pakistan) : l'Angleterre remporte le titre mondial par équipe en s'imposant en finale face à l'Égypte. La France remporte la médaille de bronze en écartant le Canada lors de la petite finale.

## Tennis
- 17 au 30 janvier, Open d'Australie :
  - 29 janvier : l'Américaine Serena Williams s'impose sur sa compatriote Lindsay Davenport dans le tableau féminin (2-6, 6-3, 6-0).
  - 30 janvier : chez les hommes, le Russe Marat Safin après avoir échoué en finale en 2004, remporte son 2e tournoi du grand chelem en battant Lleyton Hewitt 1-6, 6-3, 6-4, 6-4.
- 23 mai au 5 juin, Roland Garros :
  - 4 juin : chez les femmes la Belge Justine Henin-Hardenne remporte pour la seconde fois les Internationaux de France en s'imposant face à la Française Mary Pierce 6-1, 6-1.
  - 5 juin : chez les hommes, l'Espagnol Rafael Nadal remporte le tournoi de Roland Garros dès sa 1re participation en battant en finale l'Argentin Mariano Puerta 6-7, 6-3, 6-1, 7-5.
- 20 juin au 3 juillet, Wimbledon :
  - 2 juillet : l'Américaine Venus Williams bat sa compatriote Lindsay Davenport 4-6, 7-6 (7/4), 9-7 en finale du tableau féminin.
  - 3 juillet : le Suisse Roger Federer remporte son 3e titre consécutif à Londres en battant en finale du tableau masculin l'américain Andy Roddick en 3 sets 6-2, 7-6 (7/2), 6-4.
- US Open
  - 10 septembre : la Belge Kim Clijsters bat la Française Mary Pierce en 2 sets 6-3, 6-1 en finale du tableau féminin.
  - 11 septembre : le Suisse Roger Federer bat en finale du tableau masculin l'Américain Andre Agassi en 4 sets 6-3, 2-6, 7-6 et 6-1. Il conserve le titre acquis en 2004.
- 17 et 18 septembre, Fed Cup à Paris, stade Roland-Garros : après une finale très serrée, la Russie remporte la Fed Cup face à la France (3-2).
- 13 novembre, Masters de tennis féminin : la Française Amélie Mauresmo remporte la finale en battant sa compatriote Mary Pierce sur le score de 5-7 7-6 6-4.
- 20 novembre, Masters de tennis masculin : surprise à l'occasion du tournoi en simple avec la victoire de l'Argentin David Nalbandian face au Suisse Roger Federer (6-7, 6-7, 6-2, 6-1, 7-6).
- 2 au 4 décembre, Coupe Davis : la Croatie remporte la Coupe Davis en battant la Slovaquie par 3 victoires à 2.
- Article détaillé : Saison 2005 de l'ATP
- Article détaillé : Saison 2005 de la WTA
- Article détaillé : Fed Cup 2005
- Article détaillé : Coupe Davis 2005

## Tennis de table
- Championnat du monde à Shanghai.

## Voile
- 2 février, Vendée Globe : Vincent Riou remporte la course en solitaire autour du monde en monocoque sur PRB en 87 jours, 10 heures et 47 minutes, améliorant le record de l'épreuve de près de six jours.
- 8 février : l'Anglaise Ellen MacArthur bat le record du tour du monde à la voile en multicoque : 71 jours et 14 heures. La petite Anglaise améliore de plus d'un jour le record de Francis Joyon.
- 16 mars, Trophée Jules-Verne : l'équipage d'Orange II emmené par Bruno Peyron boucle le tour du monde à la voile en équipage en 50 jours, 16 heures, 20 minutes et 4 secondes. Le nouveau record améliore la performance de Steve Fossett de près de huit jours.
- 18 novembre, Transat Jacques Vabre : les Français Jean-Pierre Dick et Loïck Peyron sur leur monocoque Virbac-Paprec arrivent premiers au port de Salvador au Brésil après 13 jours, 9 heures, 19 minutes et 2 secondes de mer.

## Volley-ball
- 20 mars, Ligue des champions de volley-ball féminin : la finale 100 % italienne est enlevée par Bergame face à Novare par trois sets à rien (25-18, 25-16, 25-17).
- 27 mars, Ligue des champions de volley-ball masculin : victoire en finale du club français Tours Volley-Ball (TVB) à Salonique (Grèce), face à l'Iraklis Salonique (21-25, 31-29, 25-17, 25-23).
- 23 avril : Championnat de France de volley-ball féminin. Le RC Cannes remporte son dixième titre, dont neuf consécutifs.
- 1er mai, Championnat de France de volley-ball masculin : victoire finale de l'AS Cannes contre l'Arago de Sète (série remportée 2 victoires à 1) ; l'AS Cannes redevient champion de France 10 ans après…
- 10 juillet : le Brésil remporte sa cinquième Ligue mondiale, la troisième consécutive, en battant 3-1 (14-25 25-14 25-16 25-18) la Serbie-Monténégro à Belgrade.
- 11 septembre, Championnat d'Europe de volley-ball masculin : l'Italie remporte le titre européen en battant en cinq set la Russie par 25-22 14-25 15-25 25-19 15-10. La Serbie-et-Monténégro termine troisième.
- 25 septembre : la Pologne remporte le 24e Championnat d'Europe de volley-ball féminin en battant lors de la finale, disputée à Zagreb en Croatie, l'Italie sur le score de 3-1 (25-23 27-25 21-25 25-18).

## Water-Polo
France
- Le C. N. M. est Champion de France  Masculin pour la 27e fois.
- L'ASPTT Nancy est Champion de France Féminin pour la 11e fois.
- Coupes de France masculine et féminine non disputées en 2005.

Europe
- CN Posillipo est Champion d'Europe pour la 3e fois.
- RN Savone remporte la LEN Euro Cup pour la 1re fois.

Monde
- Les Serbo-Monténégrins sont Champions du Monde pour la 1re fois.
- Les Hongroises sont Championnes du Monde pour la 1re fois.
- Les Serbo-Monténégrins remportent la Ligue Mondiale masculine pour la 1re fois.
- Les Grecques remportent la Ligue Mondiale féminine pour la 1re fois.

## Principaux décès

### Décès enjanvier 2005
- 1er janvier : Dmitri Nelyubin, coureur cycliste russe (° 8 février 1971).
- 4 janvier :
  - Paul Darragh, Cavalier de saut d'obstacle irlandais. (° 28 avril 1953).
  - Bud Poile, joueur de hockey sur glace canadien. (° 10 février 1924).
- 6 janvier : Jean-Luc Fugaldi, footballeur français. (° 23 août 1946).
- 7 janvier : Rossana Maiorca, apnéiste italienne.
- 8 janvier : Suad Katana, footballeur bosniaque.
- 10 janvier : 
  - José Manuel Pérez, motard espagnol.
  - Fernand Cazenave, joueur de rugby français.
- 11 janvier :
  - Fabrizio Meoni, motard italien.
  - Jerzy Pawlowski, escrimeur polonais.
- 17 janvier : Youssouf Samiou, footballeur béninois.
- 18 janvier :
  - Robert Moch, rameur (aviron (sport)) américain.
  - Bernard Béreau, footballeur français.
- 19 janvier : Anita Kulcsár, handballeuse hongroise. (° 2 octobre 1976).
- 20 janvier : Christel Justen, nageuse allemande.
- 22 janvier : César Gutiérrez, baseballeur vénézuélien.
- 25 janvier : Jeanette Witziers-Timmer, athlète néerlandaise.
- 29 janvier : José Luis Martinez, athlète espagnol. (° 25 août 1970).

### Décès enfévrier 2005
- 1er février : Werner Arnold, coureur cycliste suisse, (° 16 juin 1930).
- 2 février : Max Schmeling, boxeur allemand.
- 7 février : 
  - Gaston Rahier, motard belge.
  - Nedzad Botonjic, footballeur slovène.
- 12 février : 
  - Maurice Trintignant, pilote automobile français.
  - Rafael Vidal, nageur vénézuélien.
- 13 février : Nelson Briles, baseballeur américain.
- 14 février : Ron Burgess, footballeur gallois.
- 17 février :
  - Omar Sivori, footballeur italien.
  - César Marcelak, cycliste français.
- 20 février : Jimmy Young, boxeur américain, (° 16 novembre 1948).
- 22 février :
  - Honoré Bonnet, skieur alpin, puis entraîneur français. (° 14 novembre 1919).
  - Mario Ricci, coureur cycliste italien. (° 13 août 1914).
- 24 février : Thadée Cisowski, footballeur français. (° 16 février 1927).
- 25 février :
  - Jean Prat, joueur de rugby à XV français. (° 1er août 1923).
  - Leo Labine, joueur de hockey sur glace canadien. (° 22 juillet 1931).

### Décès enmars 2005
- 1er mars : Brian Luckhurst, joueur de cricket anglais. (° 5 février 1939).
- 2 mars : Viktor Kapitonov, coureur cycliste russe. (° 25 octobre 1933).
- 3 mars : 
  - Rinus Michels, joueur puis entraîneur de football Néerlandais. (° 9 février 1928).
  - Roger Martine, joueur de rugby français.
- 5 mars : David Sheppard, joueur de cricket anglais et évêque de l'Église Anglicane.
- 9 mars :
  - Glenn Woodward Davis, joueur de foot US américain.
  - István Nyers, footballeur hongrois.
- 10 mars : Ozzie Clay, joueur américain de football U.S.. (° 10 septembre 1941).
- 12 mars :
  - Norbert Callens, Cycliste belge.
  - Jean-Pierre Genet, Cyclisme français.
- 15 mars :
  - Armand Seghers, footballeur belge.
  - Bill McGarry, footballeur puis entraîneur anglais.
- 26 mars : Marius Russo, joueur américain de baseball (° 19 juillet 1914).

### Décès enavril 2005
- 3 avril : Kader Firoud, footballeur puis entraîneur français.
- 7 avril : Cliff Allison, pilote automobile britannique, qui disputa 16 Grands Prix de Formule 1 entre 1958 et 1961 (° 8 février 1932).
- 11 avril : Lucien Laurent, footballeur international français.(° 10 décembre 1907).
- 15 avril : Art Cross, pilote automobile (Formule 1) américain.
- 21 avril : Feroze Khan, joueur de hockey sur gazon pakistanais.
- 25 avril : John Love, pilote automobile (Formule 1) rhodésien.

### Décès enmai 2005
- 2 mai : Theofiel Middelkamp, coureur cycliste néerlandais, champion du monde sur route en 1947 (° 23 février 1914).
- 5 mai : Willy Steffen, footballeur suisse. (° 17 mars 1925).
- 7 mai : Otilino Tenorio, footballeur équatorien.
- 8 mai :
  - Gianpietro Zappa, footballeur suisse.
  - Wolfgang Blochwitz, footballeur allemand.
- 26 mai : Chico Carrasquel, joueur de baseball vénézuélien.
- 29 mai : Gé van Dijk, footballeur néerlandais (° 15 août 1923).
- 30 mai : Takanohana Kenshi, sumotori japonais.

### Décès enjuin 2005
- 1er juin : George Mikan, joueur de basket-ball américain (° 18 juin 1924).
- 2 juin : Lucio España, joueur de football colombien (° 29 octobre 1971).
- 15 juin : Alessio Galletti, cycliste italien.
- 26 juin : Eknath Solkar, joueur de cricket indien.
- 28 juin : Dick Dietz, joueur de baseball américain.

### Décès enjuillet 2005
- 2 juillet : Martin Sanchez, boxeur mexicain (° 3 mai 1979).
- 5 juillet : Baloo Gupte, joueur de cricket indien (° 30 août 1934).
- 8 juillet : Jean-Claude Arifon, athlète français (° 16 novembre 1926).
- 9 juillet : Evgueni Grichine, patineur de vitesse russe (° 23 mars 1931).
- 14 juillet : Alex Shibicky, hockey (° 19 mai 1914).
- 17 juillet : Marie Vierdag, nageuse néerlandaise.
- 18 juillet :
  - Amy Gillett, cycliste australienne.
  - Jim Parker, joueur de foot US américain.
- 21 juillet : Andrzej Grubba, joueur de tennis de table.
- 26 juillet :
  - Mario David, footballeur italien.
  - Gilles Marotte, hockey.

### Décès enaoût 2005
- 8 août : Polina Astakhova, gymnaste ukrainienne.
- 9 août : Colette Besson, athlète française.
- 16 août : Michel Pavic, footballeur yougoslave.
- 19 août : Oscar Muller, footballeur français.
- 21 août : Thomas Herrion, joueur de foot US américain.

### Décès enseptembre 2005
- 8 septembre : Noel Cantwell, footballeur et joueur de cricket puis entraîneur de football irlandais (°28 février 1932).
- 12 septembre : Alain Polaniok, footballeur français
- 13 septembre : Toni Fritsch, footballeur et joueur de foot US autrichien (° 10 juillet 1945).
- 16 septembre : Arkadiusz Golas, volleyeur polonais.
- 17 septembre : Donn Clendenon, joueur de baseball américain.
- 18 septembre : Michael Park, copilote de rallye britannique.
- 22 septembre : Leavander Johnson, boxeur américain.
- 25 septembre : George Archer, golfeur américain.
- 27 septembre : Karl Decker, footballeur, puis entraîneur autrichien (° 5 septembre 1921).

### Décès enoctobre 2005
- 2 octobre : Pat Kelly, joueur de baseball américain (° 30 juillet 1944).
- 3 octobre : Francesco Scoglio, joueur et entraîneur de football italien (° 2 mai 1941).
- 4 octobre : Jeff Young, joueur de rugby à XV gallois (° 16 septembre 1942).
- 15 octobre : Jason Collier, basketteur américain (° 8 septembre 1977).
- 17 octobre : Carlos Gomes, footballeur portugais (° 18 janvier 1932).
- 18 octobre : Johnny Haynes, footballeur anglais (° 17 octobre 1934).
- 27 octobre : George Swindin, footballeur anglais (° 4 décembre 1914).
- 28 octobre : Alberto Ormaetxea, footballeur espagnol.
- 29 octobre : Al Lopez, baseballeur américain.
- 30 octobre : Tetsuo Hamuro, nageur japonais.

### Décès ennovembre 2005
- 2 novembre : Ferruccio Valcareggi, footballeur et entraîneur italien (° 12 décembre 1919).
- 9 novembre : Marceau Somerlinck, footballeur français (° 4 janvier 1922).
- 14 novembre : Erich Schanko, footballeur allemand (° 4 octobre 1919).
- 16 novembre : Jean Liénard, joueur de rugby français.
- 18 novembre :
  - Gérard Crombac, journaliste automobile suisse (° 7 mars 1929).
  - Romano Bettarello, joueur de rugby à XV Italien (° 1930).
- 19 novembre : Bruno Bonhuil, pilote moto français (° 3 janvier 1960).
- 20 novembre : Thierry Ngninteng, handballeur français.
- 21 novembre : Frank Gatski, joueur de football américain.
- 24 novembre : Béchir Manoubi, reporter-photographe sportif tunisien.
- 25 novembre :
  - George Best, footballeur nord-irlandais.
  - Richard Burns, pilote sport automobile britannique.
- 29 novembre : David di Tommaso, footballeur français (° 6 octobre 1979).

### Décès endécembre 2005
- 2 décembre : Malik Joyeux, surfeur français.
- 6 décembre : Charly Gaul, cycliste luxembourgeois (° 8 décembre 1932).
- 17 décembre : Jacques Fouroux, joueur de rugby puis entraîneur français (° 24 juillet 1947).
- 22 décembre : Roger Viel, joueur de rugby à XV français.
- 23 décembre : Lajos Baróti, footballeur hongrois.